# Lo spazio vuoto
Lo spazio vuoto è un saggio sull'arte teatrale pubblicato dal regista Peter Brook nel 1968, a partire da una serie di conferenze tenute nelle università di Manchester, Keele, Hull e Sheffield.

## Contenuto

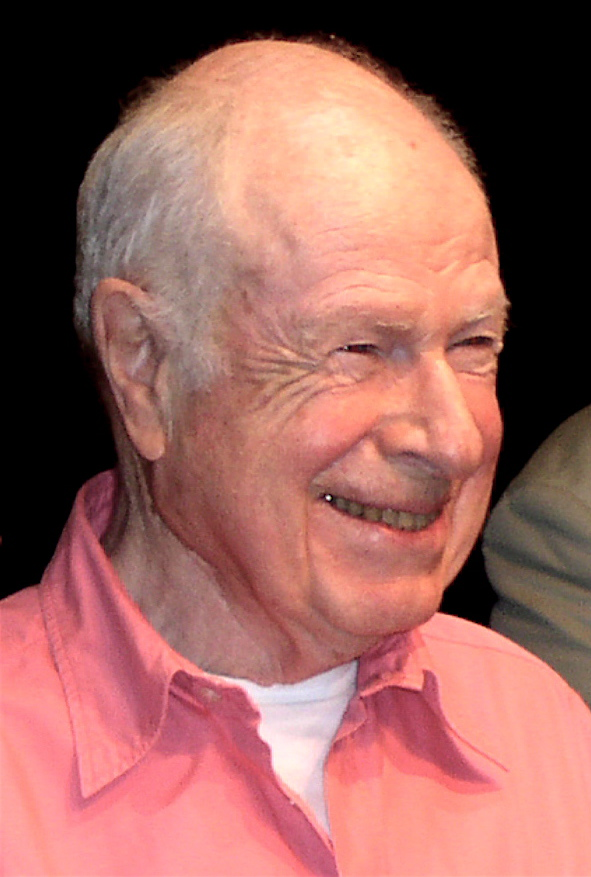
Peter Brook nel 2009

Nel celebre incipit dell'opera, Brook definisce cos'è per lui lo spazio vuoto:
Peter Brook individua quattro tipi principali di teatro:
- il teatro mortale (Deadly)
- il teatro sacro (Holy)
- il teatro ruvido (Rough)
- il teatro immediato (Immediate).

Il primo è un tipo di teatro che caratterizza parecchi spettacoli, da Brook considerati noiosi e superati. Gli altri tre sono invece le principali direzioni verso cui, a opinione di Brook, si dirige il teatro moderno.

### Il teatro mortale
Secondo Brook, è il problema che affligge parecchi spettacoli moderni: la rappresentazione è ben costruita, eppure non trasmette nulla, se non una basilare sensazione di noia. Alcune delle cause di questo tipo di teatro stanno nella mancanza di una vera ricerca alla base e nella velocità con cui molti spettacoli sono creati (spesso in poche settimane di tempo), a scapito delle prove, che ne sono in effetti l'aspetto fondamentale.

### Il teatro sacro
Per Brook il teatro sacro è il teatro dell'invisibile reso visibile. Come già teorizzato da Antonin Artaud, il teatro necessita di recuperare le proprie radici sacre, andando alla ricerca di una messa in scena in cui l'evento stesso e le sensazioni che provoca sostituiscano il testo. Chiaramente un'espressività di questo tipo richiede capacità da parte dell'attore e un buon lavoro di regia. Brook fa alcuni esempi di ricerca del teatro sacro tra gli artisti del suo tempo: il danzatore Merce Cunningham, i drammi di Samuel Beckett, gli spettacoli del regista Jerzy Grotowski e in parte quelli del Living Theatre.

### Il teatro ruvido
Il teatro ruvido è il teatro popolare, quello più vicino al linguaggio e ai temi della gente comune. A volte volgare, a volte di protesta, è comunque sempre caratterizzato da una certa ruvidezza e dal chiaro fine di provocare sensazioni positive e di divertimento negli spettatori. Esempio di questo tipo di teatro è l'Ubu re di Alfred Jarry, ma anche la tecnica dello straniamento di Brecht, da Brook analizzata con attenzione. Brook afferma inoltre che in Shakespeare sono presenti sia il teatro sacro, sia quello ruvido (tanto Beckett quanto Brecht), giustapposti e non riconciliati.

### Il teatro immediato
È il modo in cui Brook costruisce i suoi spettacoli, un teatro che parte per l'appunto da uno spazio vuoto, che deve essere riempito fisicamente ed emotivamente. Tramite le prove e vari esercizi il regista può scoprire percorsi e idee non immaginate all'inizio, che spesso danno risultati diversi e migliori di quelli che si ottengono con una programmazione fatta a tavolino.
È un teatro alla perenne ricerca di senso, che non si congela mai in una forma definitiva, in cui gli artisti devono costantemente rimettere in discussione le scoperte dei giorni precedenti, alla continua ricerca dell'autenticità.